# Route nationale 31 (Colombie)
Pour les articles homonymes, voir Route nationale 31.
La route nationale 31 est une route nationale colombienne reliant Santander de Quilichao à Palmira.